# Productores de Música de España
Productores de Música de España (également connus sous le nom Promusicae) est une association représentant l'industrie du disque en Espagne. Elle a pour vocation de défendre les intérêts des producteurs et des distributeurs de phonogrammes et des vidéogrammes associés. Il compte actuellement[Quand ?] 88 membres qui représentent 92 % du marché de la musique espagnole et est membre de la fédération internationale de l'industrie phonographique (IFPI). Le 30 avril 2003, Antonio Guisasola est président de Promusicae, succédant à Carlos Grande.

## Classements
Les classements sont calculés une fois par semaine le dimanche. Ils sont basés sur les ventes de musique en Espagne pour la semaine du samedi précédent au vendredi. Les listes sont généralement téléchargés sur le site officiel de Promusicae le dimanche soir.
Promusicae fournit les classements suivants :
- Top 50 singles.
- Top 20 airplay.
- Top 100 álbumes.
- Top 20 compilaciones.
- Top 20 DVD.